# Довгань Олег Михайлович
Олег Михайлович Довгань (8 березня 1985, Тульчин Вінницької області) — український художник. Працює у жанрах станкового та монументального живопису, графіки.

## Біографічна довідка
У 2008 році закінчив Національну академію образотворчого мистецтва та архітектури, відділення графіки (педагоги: М.І. Компанець, А.В. Чебикін). 
Член Вінницької обласної організації Національної спілки художників України з 2010 року.